# توب غير أستراليا (مجلة)
توب غير أستراليا هي مجلة سيارات شهرية متوقفة عن الصدور تأسست عام 2008 في أستراليا وصدر العدد الأخير منها في 2015.

## فريق العمل
- جيرمي كلاركسون
- جيمس ماي
- ريتشارد هاموند